# Juin 1938

## Événements
- Lancement du comics Action Comics avec les débuts de Superman pour son premier numéro.
- Juin - août : massacre de Dersim en Turquie plus de 80 000 morts
- La France ferme à nouveau ses frontières avec l'Espagne républicaine.

- 1er juin : Heinrich Himmler ordonne à la « Kripo » de rafler les asociaux : mendiants, Tziganes, vagabonds, proxénètes, prostitués.

- 5 juin : Grand Prix des Frontières.

- 7 juin : premier vol du Douglas DC-4.

- 8 juin :
  - France : fondation du Parti socialiste ouvrier et paysan.
  - Élection générale saskatchewanaise. William John Patterson (libéral) est réélu premier ministre de la Saskatchewan.

- 11 juin - 25 octobre (Chine) : victoire japonaise à la bataille de Wuhan.

- 12 juin : Grand Prix automobile de Rio de Janeiro.

- 17 juin, France : pour la première fois, une AOC est attribuée à un fruit (et non à un vin) : c'est la noix de Grenoble AOC.

- 18 juin : départ de la quinzième édition des 24 Heures du Mans.

- 19 juin : 
  - L'Italie remporte à Paris sa deuxième Coupe du Monde de football.
  - Bloody Sunday. Les émeutes du bureau de poste de Vancouver sont réprimés par la police montée.
  - Victoire de Eugène Chaboud et Jean Trémoulet sur une Delahaye aux 24 Heures du Mans.

- 25 juin : première liaison régulière en hydravion entre Southampton (Angleterre) et Sydney (Australie).

- 25 - 28 juin[1] : congrès linguistique de Surakarta pour mettre au point l'orthographe, la grammaire et le vocabulaire d'une langue indonésienne adaptée à la vie moderne (Bahasa Indonesia).

## Naissances
- 1er juin : Carlo Caffarra, cardinal italien, archevêque de Bologne († 6 septembre 2017).
- 2 juin : 
  - Maïté, célèbre restauratrice française, ayant présenté des émissions culinaires († 21 décembre 2024).
  - Anatoliy Zlenko, Diplomate et homme politique soviétique puis ukrainien († 1er mars 2021).
- 4 juin : 
  - André Ascencio, footballeur français († 24 septembre 2017).
  - John Harvard, journaliste, homme politique, lieutenant-gouverneur du Manitoba († 9 janvier 2016).
- 5 juin : Bernard Brochand, homme politique français († 25 février 2025).
- 6 juin : Luiz de Orleans e Bragança, prince brésilien et prétendant au trône du Brésil († 15 juillet 2022).
- 7 juin : Ian St. John, footballeur écossais († 2 mars 2021).
- 8 juin : Angelo Amato, cardinal italien († 31 décembre 2024).
- 9 juin : Tenguiz Kitovani, homme politique et militaire géorgien († 13 novembre 2023).
- 10 juin : Ernestine Russell, gymnaste artistique canadienne.
- 11 juin : 
  - Andy Brandt (en), chef du Parti progressiste-conservateur de l'Ontario par intérim († 22 décembre 2023).
  - Jacques Hoden, photographe et pilote automobile français.
- 12 juin : Jean-François Kahn, journaliste français († 22 janvier 2025).
- 17 juin : Grethe Ingmann, chanteuse danoise († 18 août 1990).
- 20 juin : Joan Kirner, femme politique australienne († 1er juin 2015).
- 21 juin : Dan Burton, politicien américain.
- 23 juin :
  - Jean-Pierre Jacquinot, militant anarchiste français († 14 juillet 2011).
  - Alan Vega, auteur-compositeur-interprète de rock  et chanteur du duo de musique électronique et protopunk Suicide  († 16 juillet 2016).
- 27 juin : Konrad Kujau, faussaire allemand connu pour son faux journal intime d'Adolf Hitler († 12 mars 2000).

## Décès
- 15 juin : Ernst Kirchner, peintre allemand (° 6 mai 1880).